# Eric Forrester
Eric Forrester är en av huvudkaraktärerna i långköraren Glamour. Eric är gift med Stephanie Forrester och de har barnen Angela, Thorne, Kristen och Felicia tillsammans. Stephanie har även sonen Ridge tillsammans med Massimo Marone men man trodde Ridge var Erics son de första 40 åren av hans liv. Eric har även barnen Eric Junior (Rick) och Bridget tillsammans med Brooke Logan.
Eric grundade tillsammans med Stephanie familjeföretaget Forrester Creations som utvecklades till en stor succé.
Eric spelas av skådespelaren John McCook sedan år 1987 då serien hade premiär i USA.